# Житарев, Станислав Иванович
Станислав Иванович Житарев (род. 28 марта 1946, Горький) — советский и российский актёр театра и кино, заслуженный артист Российской Федерации (2006).

## Биография
Родился 28 марта 1946 года в городе Горьком (ныне Нижний Новгород). C 1977 года работает в Ленкоме.

## Работы в театре
- «Золотой ключик» — Арлекин
- «Конец Хитрова рынка» - Булаев
- «Колонисты» — Родимчик
- «Ясновидящий» — штурмовик
- «Тиль» — бригадир гезов
- «Гамлет» (Андрей Тарковский) — офицер
- «Трубадур и его друзья» — Разбойник
- «В списках не значился» — Сальников
- «Иванов» — Гаврила
- «Сержант, мой выстрел первый» — Коля
- «Юнона и Авось» — моряк
- «Чинарский манифест» — Гоги
- «Дорогая Памела» — Джо Янки
- «Оптимистическая трагедия» — матрос
- «Проводим эксперимент» — Инструктор Журавлёв
- «Гамлет» (Глеб Панфилов) — Гильденстерн
- «Мудрец» — приказчик
- «Поминальная молитва» - житель
- «Чайка» — Яков
- «Затмение» — Тэркл

## Фильмография

### Актёрские работы
1. 1971 — Достояние республики — чекист, эпизодическая роль
2. 1976 — Восхождение — партизан
3. 1976 — Несовершеннолетние — муж Оли, водитель автобуса
4. 1978 — Однокашники — работник завода, нет в титрах
5. 1979 — Утренний обход — сын Сущинской
6. 1984 — Время желаний — Лёша Еремеев, врач
7. 1985 — Берега в тумане… | Mglistye berega | Мъгливи брегове (СССР, Болгария) — эпизод
8. 1989 — Женщины, которым повезло — Сергей Сергеевич, директор детдома
9. 1990 — Повесть непогашенной луны — Клим Ворошилов
10. 1990 — Посредник — Павел Остапович Рубченко (он же Треугольник 6), капитан милиции
11. 1990 — Ребро Адама — Андрей Павлович, начальник и любовник Лиды
12. 1992 — Чёрный квадрат — Моисеев, криминалист
13. 1992 — Прикосновение — сожитель Ольги
14. 1992 — Один (короткометражный)
15. 1994—1998 — Петербургские тайны — Пров Викулыч, ресторатор
16. 1999 — Д.Д.Д. Досье детектива Дубровского — эпизод, нет в титрах
17. 2002 — Олигарх — член Совета Безопасности
18. 2002 — Марш Турецкого (3 сезон) — директор спортшколы
19. 2002 — Линия защиты — майор милиции начальник милиции Зимногорска
20. 2002 — Глаза Ольги Корж
21. 2003 — Евлампия Романова. Следствие ведет дилетант-1 — врач, Фильм 3 "Сволочь ненаглядная"
22. 2004 — Слепой — Мартын
23. 2004 — Родственный обмен — Марюшкин
24. 2004 — На углу у Патриарших-4 — Николай Ильич
25. 2004 — Джек-пот для Золушки — эпизод
26. 2004 — Дети Арбата
27. 2004 — Ва-Банк (фильм-спектакль) — эпизод
28. 2004-2013 — Кулагин и партнёры — эпизод
29. 2005 — Мистификация (фильм-спектакль) — Степан Пробка
30. 2005 — Звезда эпохи — эпизод
31. 2005 — Александровский сад — Митрич
32. 2006 — Сыщики-5 — эпизод
33. 2006 — Рублёвка Live — Иван Ставцев, начальник следственного отдела
34. 2006 — Солдаты-9 — эпизод
35. 2006 — Невеста — Александр Савельевич, мастер
36. 2006 — Карамболь — генерал ФСБ
37. 2007 — Срочно в номер — тренер
38. 2007 — Сваха — дядюшка
39. 2007 — На пути к сердцу — эпизод
40. 2007 — Искушение — офицер учебного судна
41. 2007 — Иное — депутат Олег Павлович
42. 2008 — Хиромант — 2 — Пётр Иванович Евтухов, начальник УВД, нет в титрах
43. 2008 — Райские яблочки — эпизод
44. 2008 — Эгоист — Пискунов
45. 2009 — Прерванный полёт Гарри Пауэрса — Никита Хрущёв
46. 2009 — Поединки — Никита Хрущёв, Фильм 2 "Правительство США против Рудольфа Абеля"
47. 2009 — Грязная работа — Марк Михайлович Горбатский Фильм 1 "Бриллианты Разумовского", Фильм 3 "Дело журналистки" / Фильм 7 "Дело писателя" Олег Николаевич Пименов, отец Лары и Инги
48. 2009 — Когда мы были счастливы — судья
49. 2009 — Государыня и разбойник — Нарышкин
50. 2010 — У каждого своя война — Павел Михайлович, член Ленинградского обкома партии
51. 2010 — Вы заказывали убийство — Алексей Григорьевич Ларионов, полковник в отставке
52. 2010 — Дом образцового содержания — Зырянов, капитан милиции
53. 2010 — Столица греха — отец Фёдора - Тимофей Кузьмич
54. 2010 — Связь времён — Иван, сын бабы Насти
55. 2010 — Любовь-морковь 3 — папа жениха
56. 2010 — Глухарь-3 — Римеев, генерал-лейтенант, начальник Московской полиции
57. 2011 — Пуля-дура 5 — Дмитрий Олегович
58. 2011 — У каждого своя война — Павел Михайлович, секретарь Ленинградского обкома партии
59. 2011 — 12 апреля 1961 года. 24 часа (документальный) — Никита Хрущёв
60. 2012 — Хоккейные игры — Никита Хрущёв
61. 2012 — Снайперы: Любовь под прицелом — директор завода
62. 2012 — Лесник — Владимир Иванович Мастрюков, отец Гены, Фильм 26 "Стрелок"
63. 2012 — Марьина роща — Кувшинов, директор типографии
64. 2013 — Две зимы и три лета — Копысов, завотделом обкома
65. 2013 — Цезарь — Виктор Евгеньевич Яшин, отец Марины

### Озвучивание
1. 1960 — Неоконченная песня | Song Without End (США)
2. 1973 — Зарево над Дравой | Zarevo nad Drava | Зарево над Драва (Болгария)
3. 1974 — Цвет золота — Мухаммед роль Овеза Геленова
4. 1974 — Воздушный мост — Будзгуриа роль Михаила Хвития

## Награды
- Медаль ордена «За заслуги перед Отечеством» II степени (2021)[1]
- Заслуженный артист России (2006).